# Alexandr Tíjonov
Alexandr Ivánovich Tijonov –en ruso, Александр Иванович Тихонов– (Uiskoye, 2 de enero de 1947) es un deportista soviético que compitió en biatlón.

## Trayectoria
Participó en cuatro Juegos Olímpicos de Invierno, entre los años 1968 y 1980, obteniendo en total cinco medallas: oro y plata en Grenoble 1968, oro en Sapporo 1972, oro en Innsbruck 1976 y oro en Lake Placid 1980. Ganó diecisiete medallas en el Campeonato Mundial de Biatlón entre los años 1967 y 1979.
Fue presidente de la Federación Rusa de Biatlón entre los años 1996 y 2008, y vicepresidente de la Unión Internacional de Biatlón (IBU) entre 2002 y 2009.
Por su trayectoria, fue galardonado con la Orden de Lenin (1980), la Orden de la Bandera Roja del Trabajo (1976), la Orden de la Estrella Roja (1969), la Orden de la Amistad de los Pueblos (1999) y la Medalla de la Distinción Laboral (1972).

## Palmarés internacional
| Juegos Olímpicos   | Juegos Olímpicos             | Juegos Olímpicos  | Juegos Olímpicos |
| Año                | Lugar                        | Medalla           | Prueba           |
| ------------------ | ---------------------------- | ----------------- | ---------------- |
| 1968               | Grenoble (Francia)           | Medalla de oro    | Relevo           |
| 1968               | Grenoble (Francia)           | Medalla de plata  | Individual       |
| 1972               | Sapporo (Japón)              | Medalla de oro    | Relevo           |
| 1976               | Innsbruck (Austria)          | Medalla de oro    | Relevo           |
| 1980               | Lake Placid (Estados Unidos) | Medalla de oro    | Relevo           |
| Campeonato Mundial |                              |                   |                  |
| Año                | Lugar                        | Medalla           | Prueba           |
| 1967               | Altenberg (RDA)              | Medalla de plata  | Relevo           |
| 1969               | Zakopane (Polonia)           | Medalla de oro    | Individual       |
| 1969               | Zakopane (Polonia)           | Medalla de oro    | Relevo           |
| 1970               | Östersund (Suecia)           | Medalla de oro    | Individual       |
| 1970               | Östersund (Suecia)           | Medalla de oro    | Relevo           |
| 1971               | Hämeenlinna (Finlandia)      | Medalla de oro    | Relevo           |
| 1971               | Hämeenlinna (Finlandia)      | Medalla de plata  | Individual       |
| 1973               | Lake Placid (Estados Unidos) | Medalla de oro    | Individual       |
| 1973               | Lake Placid (Estados Unidos) | Medalla de oro    | Relevo           |
| 1974               | Minsk (URSS)                 | Medalla de oro    | Relevo           |
| 1975               | Anterselva (Italia)          | Medalla de plata  | Relevo           |
| 1976               | Anterselva (Italia)          | Medalla de oro    | Velocidad        |
| 1977               | Lillehammer (Noruega)        | Medalla de oro    | Velocidad        |
| 1977               | Lillehammer (Noruega)        | Medalla de oro    | Relevo           |
| 1977               | Lillehammer (Noruega)        | Medalla de bronce | Individual       |
| 1979               | Ruhpolding (RFA)             | Medalla de plata  | Individual       |
| 1979               | Ruhpolding (RFA)             | Medalla de bronce | Relevo           |